# Chileulia stalactitis
Chileulia stalactitis är en fjärilsart som beskrevs av Edward Meyrick 1931. Chileulia stalactitis ingår i släktet Chileulia och familjen vecklare. Inga underarter finns listade i Catalogue of Life.